# Таджер, Циона
Цио́на Та́джер (ивр. ציונה תג'ר‎, 17 августа 1900—16 июня 1988) — израильская художница, известна своими картинами, изображающими жизнь в Земле Израиля и ишуве начала XX века. Первая женщина-член Ассоциации еврейских художников и часто считается «самой важной израильской художницей первых десятилетий XX-го века». 

## Биография
Таджер родилась в Яффо в семье Шмуэля и Султаны Таджер. Сначала она изучала искусство в художественной студии Исаака Френкеля-Френеля в гимназии Герцлия в Тель-Авиве. Также она изучала искусство в Академии искусств и дизайна Бецалель, Дальнейшее обучение происходило в Париже. Она была феминисткой в силу своего образа жизни, совершенно нехарактерного для еврейской женщины.
В 1925 году она стала единственной женщиной в модернистской группе художников-мужчин «Эгед» (ивр. אגד‎, «Объединение»), в которую входили Исраэль Палди, Реувен Рубин, Иосиф Зарицкий, Нахум Гутман и другие. Их называли художниками стиля Эрэц Исраэль (ивр. ארץ ישראל‎, Земля Израиля).
Во время Второй мировой войны она пошла добровольцем в британскую армию, служившую на Ближнем Востоке, а в 1942 году присоединилась к Хагане, предшественнице Сил обороны Израиля.
В 1948 году Таджер представлял Израиль на Венецианской биеннале.
В 1950-е годы была в числе основателей Квартала художников в Цфате.
Её сын, Авраам Кац-Оз, был депутатом Кнессета и министром сельского хозяйства Израиля.
В 1977 году Таджер была удостоена почётного звания от города Тель-Авива — Любимец города. за её пожизненный вклад в искусство города, а в её честь была названа улица.

## Художественная карьера
Картины Ционы Таджер выставлялись в нескольких музеях и галереях. Для её творчества характерно изображение людей и пейзажей Эрец-Исраэль акварелью и маслом.
Таджер изобразила город Тель-Авив как оживленное и захватывающее место.
Её человеческие фигуры имеют мало деталей и, по-видимому, являются анонимными участниками более важных событий.
Таджер написала портреты Авраама Шлёнского, Ури Цви Гринберга, Ханы Ровиной.
В 1928 году ею была написана знаменитая картина Поезд в Неве-Цедек, исполненная в смягчённой версии кубизма и представляющая собой смесь кубизма и реализма.
В 1960-е годы она пополнила коллекцию витражей на библейские темы.

## Награды
- 1937 — Премия Дизенгофа

## Отражение в культуре
- 1932 — стихотворение Иехуды Карни «На выставки Ционы Таджер»
- стихотворение Натана Зака «Циона Таджер рисует»
- 1982 — картина Ционы Таджер «Ноф Лифта» (1926) на марке из серии «Искусство Израиля», выпущенной Почтой Израиля.